# محاكمة عزل دونالد ترامب الأولى

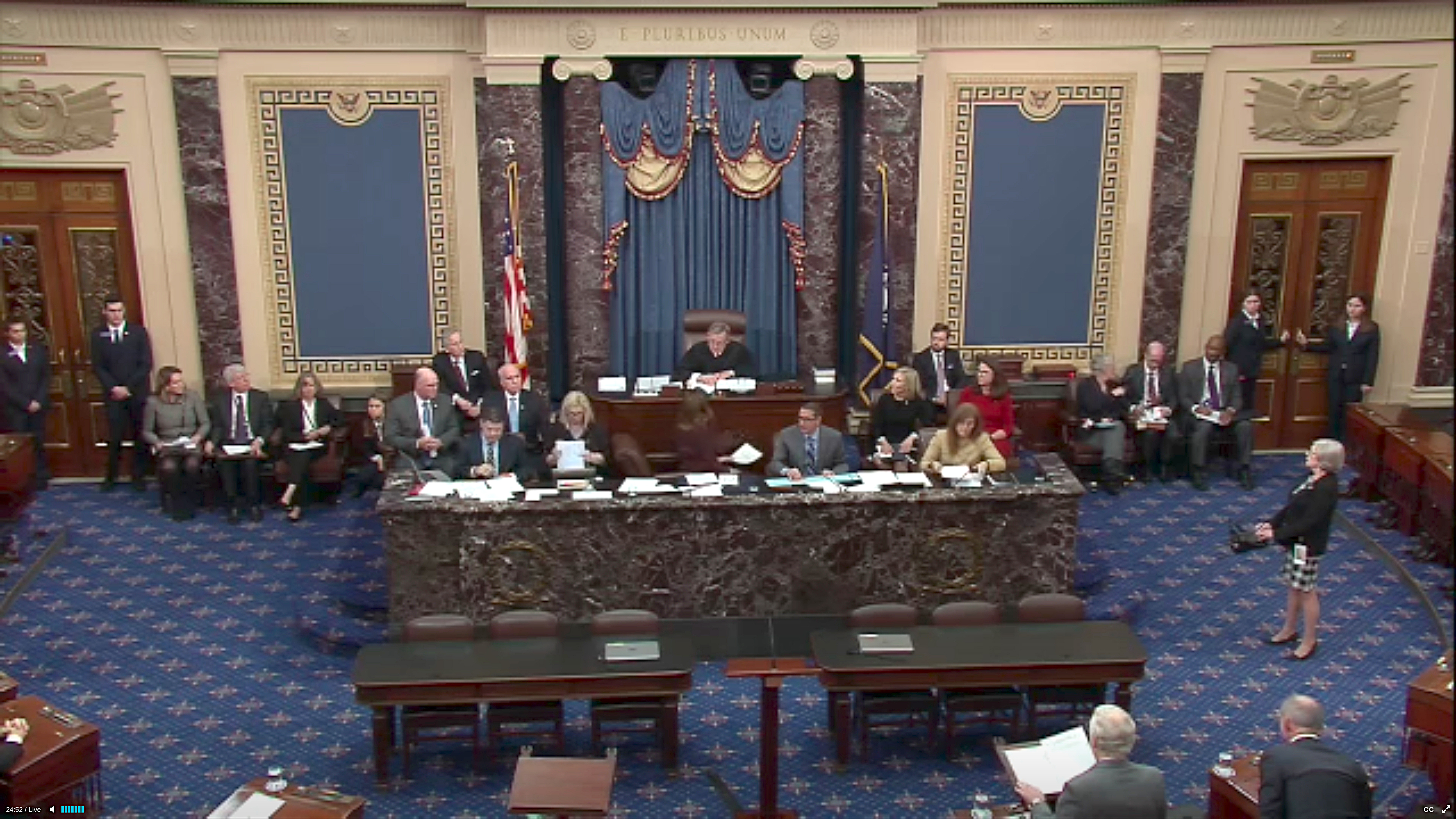
رئيس القضاة جون روبرتس يترأس محاكمة عزل دونالد ترمب

محاكمة عزل دونالد ترمب الأولى هي محاكمة جرت بخصوص إقالة الرئيس الخامس والأربعون للولايات المتحدة دونالد ترمب في مجلس الشيوخ الأمريكي في 16 يناير 2020. حتى 5 فبراير 2020، جاء ذلك بعد نجاح عزله من قبل مجلس النواب الأمريكي في 18 ديسمبر 2019، الذي اعتمد على تهمتين أساسيتين وهما «إساءة استخدام السلطة» و«ازدراء الكونغرس». بعد مرحلة تحقيق استمرت من سبتمبر إلى نوفمبر 2019.
في بداية المحاكمة، نجح أعضاء مجلس الشيوخ من الجمهوريون الداعمين للرئيس ترمب من منع محاولات استدعاء مسؤولي البيت الأبيض للإدلاء بشهاداتهم، كما أحبطوا مذكرات استدعاء للوثائق التي كانت إدارة ترمب قد أخفتها سابقًا عن المحققيين.

## الخلفية
بموجب القسم 2 من المادة الأولى من الفقرة 5 لدستور الولايات المتحدة، يتمتع مجلس النواب بالسلطة الوحيدة لعزل المتهم، وبعد اتخاذ هذا الإجراء، يتمتع مجلس الشيوخ الأمريكي بالسلطة الوحيدة لعقد المحاكمة على جميع التهم وذلك بموجب القسم الثالث من المادة الأولى من الفقرة السادسة من الدستور.
في هذه المحاكمة، أدى رئيس مجلس الشيوخ المنتخب مؤقتًا تشاك غراسلي في منصب رئيس القضاة القسم إلى رئيس رئيس المحكمة العليا جون روبرتس الذي أدى بدوره القسم إلى جميع أعضاء مجلس الشيوخ الذين سيعملون كهيئة محلفين. والذي يطلب من كل واحد منهم بموجب المادة الخامسة والعشرون أداء القسم الخاص التالي:
| محاكمة عزل دونالد ترامب الأولى | {{{1}}} | محاكمة عزل دونالد ترامب الأولى |

يعد ترمب ثالث رئيس أمريكي يواجه محاكمة عزل بمجلس الشيوخ. إذ بموجب القسم الثالث من المادة الأولى من البند 6 من دستور الولايات المتحدة، تنبغي «موافقة ثلثي الأعضاء الحاضرين» لإدانة الرئيس ترمب وإبعاده من منصبه. إذا نجح، فسيتعين على مجلس الشيوخ بعد ذلك إجراء تصويت ثان، يتطلب أغلبية بسيطة فقط، لإقصائه من شغل مناصب عامة في المستقبل، مما يعني أنه يمكن لمجلس الشيوخ إقالة ترمب من منصبه مع السماح له بمواصلة الترشح لإعادة انتخابه خلال الانتخابات الرئاسية الأمريكية 2020. يتطلب حاليا تصويت 20 فردا على الأقل، من أعضاء مجلس الشيوخ التابعين للحزب الجمهوري لإدانته وعزل الرئيس ترمب من منصبه.

## انتهاء المحاكمة
أنهى مجلس الشيوخ المحاكمة في 5 فبراير 2020، بتبرئة دونالد ترمب من التهمتين الموجهتين إليه، حيث صوت 52 عضوا لصالح تبرئته من تهمة إساءة استخدام السلطة فيما صوت 48 عضوا ضده، أما تهمة عرقلة عمل الكونغرس فصوت 53 عضوا لصالح تبرئة ترمب مقابل 47 عضوا ضده. ومن الجدير بالذكر انشقاق السيناتور الجمهوري ميت رومني عن صفوف حزبه؛ إذ صوت لإقالة ترمب. وكان صوته هو الصوت الجمهوري الوحيد المؤيد لإقالة ترمب.

## النتائج
في 6 فبراير، وبعد يوم من انتهاء المحاكمة، تحدث ترمب مع مجموعة كبيرة من المؤيدين «لمناقشة فوز البلاد على خدعة عزله». واضعا نسخة من صحيفة واشنطن بوست تحمل عنوان «براءة ترمب»، قائلاً: «"هذا هو اللقب الوحيد الجيد الذي حصلت عليه من واشنطن بوست".» مضيفا: «"لقد مررنا بهذا الأمر منذ أكثر من ثلاث سنوات. كان سيئًا، كان فاسدًا، كان رجال الشرطة قذرون، كانت هناك تسريبات وأكاذيب. ويجب ألا يحدث هذا أبدًا أبدًا لأي رئيس آخر".» كما سخر ترمب من أعداءه مثل ميت رومني وجيمس كومي وروبرت مولر فيما قال عن بيلوسي وشومر: «"في رأيي، يبدو الأمر كما لو كانوا يريدون تدمير بلادنا".»
في 7 فبراير، أقال ترمب الملازم عقيد ألكساندر فيندمان من مجلس الأمن القومي، انتقاما لشهادته التي كانت ردا على استدعائه للتحقيق في عزله من قبل الكونغرس، وفقا للإذاعة الوطنية العامة. تم إخراج كل من فيندمان وشقيقه التوأم، الملازم عقيد يفغيني فيندمان، من البيت الأبيض. بالموازاة مع ذلك وبعد ساعات قليلة، أقال ترمب سفير الاتحاد الأوروبي غوردون سوندلاند، الذي أدلى بشهادته أيضًا خلال التحقيق الذي أجراه مجلس النواب.